# Pardanthopsis
Pardanthopsis é um género botânico pertencente à família Iridaceae.